# Beljak
Beljak (nemško Villach, izgovorjava [ˈfɪlax] (); italijansko Villaco) je sedmo največje avstrijsko mesto in drugo največje mesto avstrijske zvezne dežele Koroške, približno 2/3 velikosti Celovca, s katerim sta edini statutarni mesti v deželi (mesti s statusom okraja, zato je Beljak tudi sedež okraja Beljak-dežela/podeželje). Število prebivalcev Beljaka je okoli 66.000 (2025).
V Beljaku ima sedež Fachhochschule Kärnten (Koroška visoka šola/univerza za uporabne znanosti), ki ima izpostave oz. članice v več drugih koroških mestih.

## Geografija
Urbano območje Beljaka leži na zahodnem robu Celovške kotline ob sotočju Drave z Ziljo in je pomembno prometno vozlišče (železniško in avtocestno), kjer se križajo prometne povezave proti Sloveniji, Italiji, Nemčiji in osrednje-vzhodnem delu Avstrije. Občinsko območje Beljaka meji ali obkroža več jezer, med imi Osojsko, Baško, Srebrno, Vassacher See, Zeleno jezero, Magdalensko jezero in Leonharder See.
Politično okrožje Beljak (mesto), ki je upravno okrožje Statutarstadt (statutarno mesto), vključuje številne kraje v okolici, od katerih le nekaj dejanskih sosesk mesta (v oklepajih so slovenska imena):
| A–L : - Auen (Log pri Beljaku) - Bogenfeld (Villach) (Vognje Polje) - Dobrova (Dobrova pri Beljaku) - Drautschen (Dravče) - Drobollach am Faaker See (Drobolje ob Baškem jezeru) - Duel (Dole pri Beljaku) - Egg am See (Brdo ob Baškem jezeru) - Federaun (Vetrov) - Goritschach (Goriče pri Beljaku) - Graschitz (Krošče) - Gratschach (Grače pri Šentrupertu) - Greuth (Rute pri Beljaku) - Gritschach (Griče) - Großsattel (Sedlo) - Großvassach (Laze pri Beljaku) - Heiligen Gestade (Sveto Mesto) - Heiligengeist (Sveti Duh) - Judendorf - Kleinsattel (Malo Sedlo) - Kleinvassach (Male Laze pri Beljaku) - Kratschach (Hrašče) - Kumitz - Landskron (Vajškra) - Lind (Lipa pri Beljaku) | M–R: - Maria Gail (Marija na Zilji) - Mittewald ober dem Faaker See (Na Dobrovi) - Mittewald ob Villach - Möltschach - Neufellach (Bela pri Beljaku) - Neulandskron (Nova Vajškra) - Obere Fellach (Zgornja Bela) - Oberfederaun (Gornji Vetrov) - Oberschütt (Rogaje pod Dobračem) - Oberwollanig - Perau (Perova) - Pogöriach (Pogorje) - Prossowitsch (Prosoviče) - Rennstein | S–Z: - Seebach-Wasenboden (Jezernica) - Serai (Seraje) - St. Agathen - St. Andrä - St. Georgen (Šentjur pri Beljaku) - St. Leonhard - St. Martin (Šmartno pri Beljaku) - St. Magdalen (Šmadlen)? - St. Michael - St. Niklas an der Drau (Na Dravi) - St. Ruprecht - St. Ulrich - Tschinowitsch (Činoviče) - Turdanitsch (Trdaniče) - Untere Fellach (Spodnja Bela) - Unterfederaun (Pod Vetrovom) - Unterschütt (Zabuče pri Brnci) - Unterwollanig - Urlaken - Villach-Innenstadt - Völkendorf - Warmbad (Beljaške Toplice) - Zauchen (Suha pri Vernberku) |

### Gore nad Beljakom
Dobrač (2166 m), Kepa (2145 m), Dobrova (612 m), Genottehöhe (567 m), Osojščica (1909 m), Graschelitzen (728 m), Kumberg (774 m), Kumitzberg (658 m), Landskron (676 m), Nieschach (733 m), Oswaldiberg (963 m), Polana (660 m), Tscheltschnigkogel (696 m), Wollanigberg (1174 m), Buchberg (779 m).

## Zgodovina

### Zgodnja zgodovina
Najstarejše najdbe človeških sledov na območju Beljaka izhajajo iz poznega neolitika. Različne najdbe so iz rimskih časov (od 15. stoletja pr. n. št.), ko je obstajal kraj Santicum. Večinoma so v bližini termalnih izvirov Warmbad na jugu. Začasna rimska carinska postaja Bilachinium pri Beljaku, je bila dejansko v Kanalski dolini/Kanaltal / Val Canale blizu Žabnice /Camporossa / Saifnitz. Okoli leta 600 so se sem priselila slovanska plemena in ustanovila slovansko kneževino Karantanijo.
Okoli 740 se je Borut, karantanski vojvoda, za pomoč proti Avarom obrnil na kneza Odila Bavarskega. Tudi ta je bil priznano proti priznanju bavarske ali frankonske prevlade. Karolinški kralj Karloman Bavarski je leta 878 daroval bavarski samostan Öttingen kraljevemu dvoru Treffen ob Osojskem jezeru. 
Beljak (Villach) je ime iz obdobja pred Rimljani, ko je bil prvič omenjen ad pontem Uillach (Beljaški most). Izvor imena je povezan tudi z latinsko villa.
Leta 979 je kraljevi dvor v Beljaku cesar Oton II. dodelil škofu Albuinu iz Säbena / Brixna kot fevd. Od leta 1007 do 1759 je Beljak spadal pod nadškofijo Bamberg.

### Visoki srednji vek in moderna doba
Leta 1060 je Beljak dobil tržne pravice in v naslednjem obdobju je naselje zraslo v popolnoma razvito mesto; kot tako je dokumentirano vsaj od leta 1240. V potresih 25. januarja 1348 in 4. decembra 1690 je mesto utrpelo veliko škodo. Po tem, ko je bila okrog leta 1526 uvedena reformacija, je Beljak postal koroško središče protestantizma.  V času protireformacije so se izselili mnogi protestantski prebivalci, kar je prispevalo k začasnemu gospodarskemu upadu mesta. 
Leta 1759 je Beljak kupila cesarica Marija Terezija skupaj z vsemi ostalimi posestmi nadškofije Bamberg na Koroškem. Dogovorjena kupnina je bila 1 milijon guldnov. V nasprotju s splošnim mnenjem je ocena in plačilo kupnine točna. Kot del Terezijanskih reform je bil Beljak poleg Celovca in Velikovca sedež okrajnega glavarstva.
V napoleonovem obdobju (1809-1813) je bil  Beljak sedež občine v francoskih Ilirskih provincah. Mesto je Avstrija osvojila leta 1813.
Leta 1880 je imela občina Beljak 6104 prebivalcev. Od tega je bilo 5475 nemških (90%) in 30 slovenskih (0,5%) . 

### 20. stoletje
V prvi svetovni vojni, med letoma 1915-1917, je bil Beljak v prvi frontni liniji proti Italiji sedež poveljstva 10. armade.
1. januarja 1932 je postal avtonomno mesto z lastnim statutom. Hkrati je Beljak prevzel naloge okrožne uprave. 
V kristalni noči je prišlo tudi v Beljaku do uničenja judovske lastnine, razlastitve, izgona in fizičnih napadov na Jude. Beljačani Heinrich Brunner, Valentin Clementin, Pink Eberhard, Milan Jelić, Margarete Jessernig, Maria Peskoller, Erich Ranacher in Josef Ribitsch, člani odporniškega gibanja proti nacističnemu režimu, so bili obsojeni 18. decembra 1944 na smrt, ki je bila izvedena 23. decembra 1944 v Gradcu.
Med drugo svetovno vojno so zaveznice 37 krat bombardirale Beljak. Približno 42.500 bomb je poškodovalo 85 % mestnih zgradb. Beljak je bil za Dunajskim Novim mestom med najbolj poškodovanimi mesti v Avstriji.
V okviru Alpske konvencije je bil Beljak leta 1997 izvoljen za prvo Alpsko mesto leta in leta 2014 prejel evropsko nagrado na področju varstva okolja in obnovljivih virov energije.
Leto 2014 so protestantske Cerkve v Beljaku nosile častni naziv "Evropsko mesto reformacije", ki ga je dodelila Evropska unija.

## Prebivalstvo
1. januarja 2009 je v Beljaku živelo 58.949 prebivalcev, od tega 6961 ali 11,8% tujcev . Večina tujcev prihaja iz držav bivše Jugoslavije (3940 oseb ali 6,7% celotne populacije), naslednja največja skupina so Nemci (1642 oseb ali 2,8% celotnega prebivalstva). 
Prebivalstvo mesta Beljak raste in je 1. januarja 2014 doseglo število 60.004, 1. januarja 2020 pa 62.882.  
8612 oseb ali 14,4% prebivalstva  (2014) nima avstrijskega državljanstva. Skupaj 10252 ljudi (to je 17,1% prebivalstva) ni rojeno v Avstriji. 

### Religija
V popisu leta 2001 je bilo 58,1% prebivalcev rimskokatolikov, 16,7% brez verske pripadnosti, 14,1% protestantov, 3,9% muslimanov, 1,9% pravoslavnih, 0,3% Jehovovih prič in 0,1% budistov. 

## Kultura in znamenitosti

### Glavni trg
Kompleks izvira iz 12. stoletja, z rahlo ukrivljenimi gradbenimi linijami in zaprtim Platzwandom, ki ga prekinjajo ozke ulice, pogosto premoščene z oboki (Ankershofen- in Karlgasse). Poleg tega sta na glavnem trgu dve zgodovinsko pomembni stavbi: hiša, kjer je nekoč živel zdravnik in filozof Paracelsus, in rojstni kraj patologa Antona Ghona. Obe stavbi sta na zahodni strani trga.

#### Pranger
Na spodnjem glavnem trgu pred mestno hišo je kamnit steber. Že v 15. stoletju je bil pranger približno na tej točki, ki je bila izbrana tako osrednja, da jo je moral skoraj vsakdo prečkati. Približno leta 1800 je bil odstranjen, vzidan v obalno zaščitno steno Drave, kjer je ostal približno 150 let. Ob rušenju zidu 12. oktobra 1959 je šest-stranska krona nekdanjega prangerja prišla ponovno na dan. Sedanji predstavlja kopijo, izvirnik je na dvorišču Mestnega muzeja.
Edinstvena med mnogimi ohranjenimi avstrijskimi prangerji je slikovna predstavitev morebitnih kazni za določena kazniva dejanja. Pri piramidnem vrhu so štiri drakonske kazni, kot drastično zastraševanje v kamnu: bičanje, odsekanje roke, izrezovanje oči in rezanje ušes. Poleg štirih predstav telesnega kaznovanja kažeta dve dodatni polji prave simbole: tehtnico kot simbol pravičnosti in meč kot izraz tržne pravičnosti in miru.
Srednjeveško kaznovanje storilcev kaznivih dejanj ne bi bilo nič posebnega, ampak stati ob prangerju je bila strašna kazen. Na zvezanega storilca naj bi obesili tablo, na kateri je bilo napisano njegovo dejanje in tako so bili nemočno izpostavljeni žalitvam in zasmehovanju mimoidočih. Še posebej pogosto so trpeli prešuštniki in tatovi. 

### Usnjarska pot
Nahaja se v severozahodnem delu nekdanjega mestnega obzidja v središču mesta. Spada v okrožje zahodno od glavnega trga. Stara steza je dobila ime po obrtnikih, ki so tu imeli svoje delavnice. Danes je del območja za pešce.

#### Oznake visoke vode
Na stavbe na obrobju so večkrat vplivale poplave. Na hišah so plošče, ki pričajo o tem na impresiven način. Zlasti je vredno opaziti oznako visoke vode iz leta 1567 pri hiši številka 12. Zadnji dve veliki poplavi sta bili v letih 1966 in 1967. Prihodnje poplave bo mogoče bolje nadzorovati z izgradnjo rečne elektrarne Villach, ko ima boljše regulativne možnosti.

#### Hegerhaus
Hegerhaus je bila zgrajena kot pozno gotska obrtnikova hiša poleg zgornjih vrat, ki se vključuje v nekdanje mestno obzidje (severna stran). Po težki vojni škodi se je hiša skoraj porušila. V letih od 1977-78 jo je Hilda Heger z arhitektom DI Peter K. Kultererjem rešila pred propadom in jo obnovila.

### Umetnost
Beljak je bil središče Beljaške šole, delavnice za slikarstvo in rezbarstvo, ki je v 15. in 16. stoletju izdelovala umetniško oblikovana dela, predvsem sakralno umetnost (krilne oltarje, freske) v poznem gotskem slogu. Njihovi najpomembnejši predstavniki so bili Friedrich von Villach in njegov učenec Tomaž Beljaški.

### Muzeji
- Mestni muzej Villach že od leta 1873, se nahaja v zgodovinski mestni hiši v središču mesta. S svojimi zbirkami dokumentira zgodovino, umetnost in kulturo območja Beljaka. Od leta 1964 so raziskovalni rezultati in muzejske dejavnosti objavljeni v muzejskem letopisu Neues aus Alt-Villach. Leta 2017 je bil nagrajen s pečatom Avstrije. V muzeju je tudi velika topografska predstavitev Reliefa Koroške v parku Schiller, razstavni prostor v Beljaškem gradu in opazovalni krov na stolpu župnijske cerkve sv. Jakoba.
- Muzej vozil: približno 185 vozil od 1927-1977
- Muzej lutk: umetniške lutke iz studiev mednarodnih umetnikov
- Gobarski muzej
- Ebnerjev hišni muzej - rudarstvo, kmetijstvo in turizem

### Arhitektura
- Župnijska Župnijska cerkev svetega Jakoba – gotska dvoranska cerkev
- cerkev svetega Nikolaja - neogotska cerkev (odprta leta 1896) s sosednjim frančiškanskim samostanom.
- Cerkev svetega Križa - baročna romarska cerkev
- Protestantska cerkev v mestnem parku je bila zgrajena v letih 1901 do 1903.
- Grad Landskron z gradom Adlerarena Landskron in Affenberg Landskron
- župnijska cerkev Maria Landskron
- Kongresni center Villach - prizorišče karnevala Villach
- Zgodovinsko središče z glavnim trgom - stolp sv. Trojice in deli nekdanje mestne stene
- Rimska cesta - tukaj imenovana "Gleisstraße", ki je bila vgrajena v apnenčasto kamnino, in naj bi bila po legendi postavljena v rimskih časih. Vendar je zgodovinsko preverljiva le širitev v srednjem veku. Vidna je nad Warmbadom v bližini tako imenovanega Napoleonovega travnika proti jugu proti Oberfederaunu, in je dolga nekaj sto metrov in služi tudi kot pohodniška pot.
- cerkev svetega Janeza
- Cerkev svetega Mihaela
- Grobišče iz obdobja Hallstatt blizu ruševin Landskrona
- Paracelsusova hiša - Hauptplatz št. 18 in njeno renesančno arkadno dvorišče sta zgodovinsko neprimerna narativna tradicija kot lokacija Paracelsus in njegov oče Wilhelm v. Hohenheim; od leta 1896 je na fasadi spomenik in od leta 1941 na dvorišču dva marmornata portreta, ki jih je ustvaril kipar Josef Dobner Theophrast von Hohenheim (Paracelsus).

- Evangeličanska cerkev Ing. Julius-Raab-Platz
- Cerkev svetega Križa

## Partnerska mesta
- Nemčija Bamberg, 1973
- Italija Udine, 1979
- Gvineja Bissau Canchungo, 1989
- Francija Suresnes, 1992
- Madžarska Kaposvár, 1994
- Slovenija Bled, 2002
- Slovenija Kranj, 2008
- Slovenija Tolmin, 2014